# BMW 109-718
Le BMW 109-718 est un moteur-fusée à ergols liquides développé au cours de la Seconde Guerre mondiale par le constructeur allemand BMW, dans son usine de Bruckmühl, en Bavière

## Conception et caractéristiques
Le 109-718 fut conçu comme un moteur-fusée d'assistance pour avions, pour les décollages rapides, ou pour leur permettre d'effectuer des pointes de vitesse élevées, un système similaire à ce que les Américains appelaient « mixed power » après-guerre. Le préfixe « 109 » était donné par le Ministère de l'Air du Reich (RLM) et était commun à tous les projets de moteurs à réaction (fusées ou turboréacteurs) allemands de la fin de la Seconde Guerre mondiale.
Le moteur était combiné avec un turboréacteur BMW 003 standard, placé au sommet du carénage arrière de la turbine, et donnait ainsi une nouvelle version du moteur, le 003R, avec une poussée totale maximale de 1 250 kgp à pleine puissance chacun. Il était envisagé que ces unités soient installées par paires. À l'inverse des accélérateurs JATO à carburant solide, les moteurs 718 à carburant liquides, comprenant la seconde source propulsive d'un moteur 003R, restaient accrochés à la structure de l'avion en permanence.
Le moteur-fusée disposait de chambres principales internes et externes, qui étaient refroidies par de l'acide nitrique amené via un tube en spirale. Les pompes à carburant centrifuges, fonctionnant à 17 000 tr/min, délivraient un mélange d'acide nitrique (oxydant) et d'hydrocarbures (carburant) à une pression de 50,68 bar et à un taux de 5,5 kg par 100 kN de poussée par seconde. Les pompes étaient actionnées par une prise de force provenant du turboréacteur, qui tournait à 3 000 tr/min. L'unité complète avait une masse de 80 kg.

## Histoire opérationnelle
Avant la fin de la guerre, un Messerschmitt Me 262C-2b « Heimatschützer II » (l'une des quatre conceptions de la version dotée de moteurs-fusées du Me 262C) fut testé avec une paire de 718 — chacun étant intégré à une unité de « propulsion mixte » BMW 003R — grimpant à une altitude de 9 150 m en seulement trois minutes. Le 109-718 fut aussi testé à bord d'un He 162E, mais il ne reste de nos jours aucune trace de résultat de ce test. Les Allemands espéraient que le moteur pourrait finalement utiliser le même carburant que leurs avions à réaction.
Seulement vingt moteurs 109-718 furent produits vers la fin du conflit, chacun ayant nécessité une centaine d'heures pour être assemblés.

## Specifications
- Type : Moteur-fusée à ergols liquides
- Combustion : Combustion hypergolique ou initiée par un catalyseur dans une chambre de combustion unique
- Carburant : Diesel J-2 (carburant) et acide nitrique fumant rouge (S-Stoff, oxydant) avec injection de catalyseur ou mélange hypergolique R-Stoff/SV-stoff[3]
- Poussée : 12,26 kN
- Consommation spécifique de carburant : 0,561 kg/kN/s